# ستيفن كامبل مور
ستيفن كامبل مور (بالإنجليزية: Stephen Campbell Moore)‏ هو ممثل بريطاني، ولد في 30 نوفمبر 1979 بلندن في المملكة المتحدة. بدأ مشواره المهني سنة 2003.

## أعمال

### أفلام
- (2008) المهمة المصرفية[5]
- (2011) جوني إنجلش ريبورن[6]
- (2011) موسم الساحرة[7]
- (2015) بيرنت[8][9]
- (2017) وداعا كريستوفر روبن

## وصلات خارجية
- ستيفن كامبل مور على موقع IMDb (الإنجليزية)
- ستيفن كامبل مور على موقع ألو سيني (الفرنسية)
- ستيفن كامبل مور على موقع أول موفي (الإنجليزية)
- ستيفن كامبل مور على موقع قاعدة بيانات برودواي على الإنترنت (الإنجليزية)
- ستيفن كامبل مور على موقع قاعدة بيانات الفيلم (الإنجليزية)
- ستيفن كامبل مور على موقع كينوبويسك (الروسية)